# Masaki Watai
Masaki Watai (渡井 理己 Watai Masaki?), född 18 juli 1999 i Shizuoka prefektur, är en japansk fotbollsspelare.
Watai började sin karriär 2018 i Tokushima Vortis.